# Iqāma

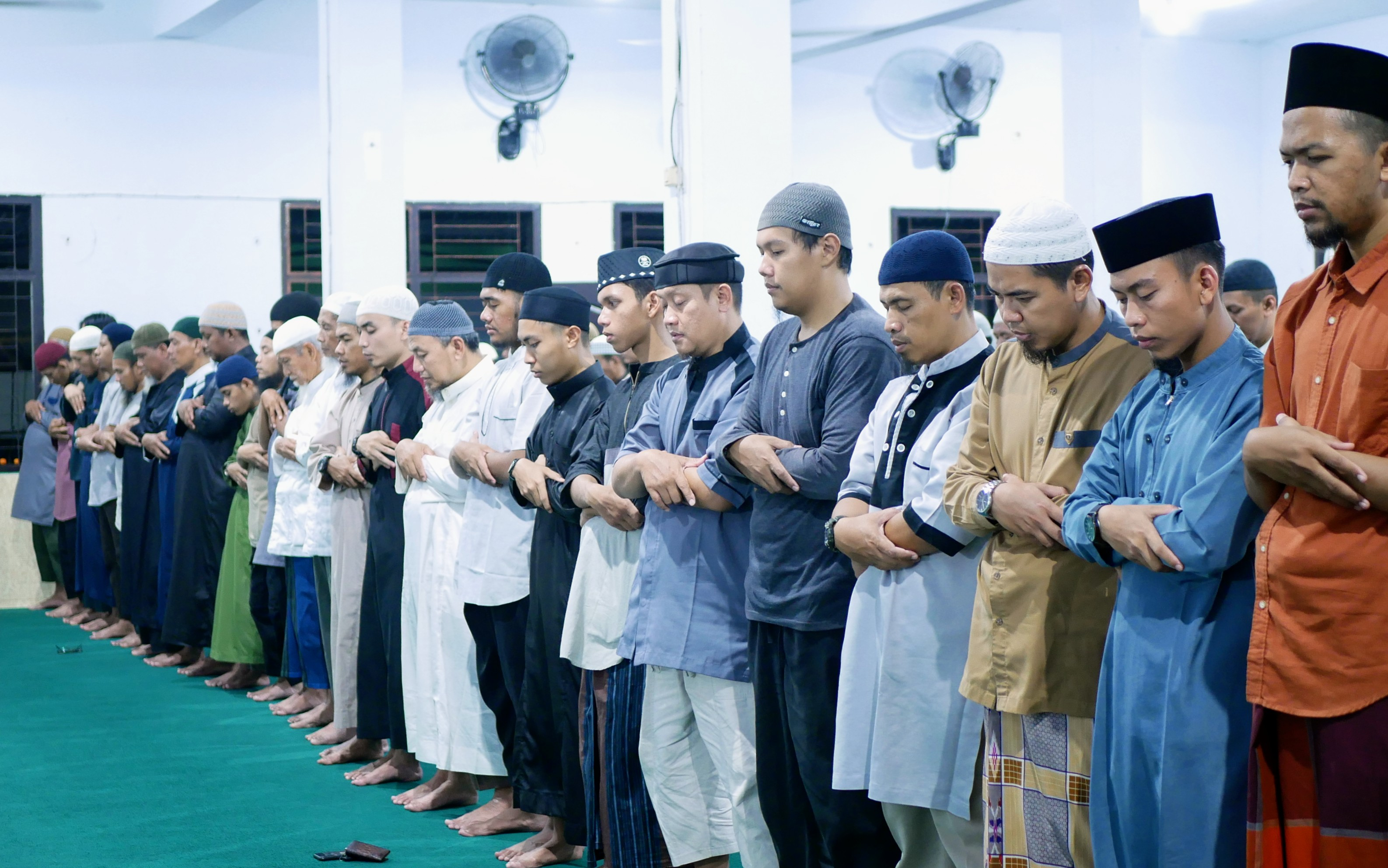
La denominación de esta llamada toma su nombre de dicha frase, pues la iqama se relaciona etimológicamente con qāmat («ha empezado»).

La iqama (en árabe: إِقَامَة‎, romanizado: 'iqāma, lit. 'Inicio') es, en el Islam, la segunda llamada a la oración, que se realiza justo después de que ésta dé comienzo.
Se diferencia del adán o llamada que convoca a la oración en que cada frase se pronuncia por lo general una sola vez —y no dos como en el adhan — y en una frase que se añade (la recogida en la línea 6 del texto que se cita a continuación). La denominación de esta llamada toma su nombre de dicha frase, pues la iqama se relaciona etimológicamente con qāmat («ha empezado»). 

## La iqama común
Este es el texto más habitual de la iqama:
| Dios es lo más grande, Dios es lo más grande   | الله اكبر الله اكبر     | allāhu akbar                       |
| Doy fe de que no hay más divinidad que Dios    | اشهد ان لا اله الا الله | ašhadu anna lā ilāha illā-llāh     |
| Doy fe de que Muhammad es el mensajero de Dios | اشهد ان محمدا رسول الله | ašhadu ānna muḥammadan rasūlu-llāh |
| Acudid a la oración                            | حي على الصلاة           | ḥayya ʿalà ṣ-ṣalāt                 |
| Acudid a la salvación                          | حي على الفلا ح          | ḥayya ʿalà l-falāḥ                 |
| Las oraciones han comenzado*                   | قد قامة الصلوات         | qad qāmati ṣ-ṣalawāt               |
| Dios es más lo grande, Dios es lo más grande   | الله اكبر الله اكبر     | allāhu akbar                       |
| No hay más divinidad que Dios                  | لا اله الا الله         | lā ilāha illā-llāh                 |

Los seguidores de la escuela hanafí del islam suní recitan la iqama como el adhan, esto es, repitiendo cada frase dos veces excepto la frase qad qāmati ṣ-ṣalawāt.

## La iqama chií
En cuanto al islam chií, el texto de su iqama se diferencia del suní en que, como su adhan tiene dos frases más. Tras «Doy fe de que no hay más divinidad que Dios», dicen:
| Doy fe de que Ali es el amigo de Dios | اشهد ان عليا ولي الله | ašhadu anna ʿaliyyan wāliyu-llāh |

Y tras Acudid a la salvación añaden.
| Acudid a la mejor de las actividades | حي على خير العمل | ḥayya ʿalà jayri l-ʿamal |

Por otro lado, igual que los hanafíes, algunos chiíes también recitan la iqama repitiendo dos veces cada frase.